# Rufino Redondo
 Rufino Redondo Senra, (Oleiros, 1912 - 18 de diciembre de 1936) fue un maestro español, miembro de Izquierda Republicana, destinado en un colegio en Cedeira al tiempo de la Guerra Civil. Con la ocupación por las fuerzas sublevadas, fue detenido en la escuela donde trabajaba, juzgado en un consejo de guerra sumarísimo, condenado a muerte por rebelión militar y fusilado en el castillo de San Felipe, cerca de Ferrol. Su mujer, de nacionalidad argentina, su hijo y el resto de la familia, siguiendo sus indicaciones en las cartas que les había mandado desde la prisión, marcharon al exilio. En las misivas, Rufino les pidió que no siguieran en la localidad por temor a que las autoridades franquistas los ejecutasen y que su esposa hiciera valer su nacionalidad para escapar.